# Gugu Mbatha-Raw
Gugu Mbatha-Raw, född Gugulethu Sophia Mbatha 30 juni 1983 i Oxford, är en brittisk skådespelare. Hon har verkat såväl vid teatern som inom TV och film. Hon inledde sin skådespelarkarriär inom TV för att 2011 få sitt genombrott i långfilmen Det är aldrig för sent Larry Crowne.
Hennes mor, Anne Raw, som är sjuksköterska, kommer från England, och hennes far, Patrick Mbatha, är läkare som ursprungligen är från Sydafrika.
Vid BAFTA-galan 2015 nominerades Mbatha-Raw till Rising Star Award.

## Filmografi i urval
- 2006 – Spooks (TV-serie) (nio avsnitt)
- 2007 – Doctor Who (TV-serie) (fyra avsnitt)
- 2010–2012 – Undercovers (TV-serie) (13 avsnitt)
- 2011 – Det är aldrig för sent Larry Crowne
- 2012 – Touch (TV-serie) (13 avsnitt)
- 2013 – Belle
- 2013 – Odd Thomas
- 2014 – Beyond the Lights
- 2015 – Jupiter Ascending
- 2016 – Black Mirror (TV-serie)
- 2017 – Skönheten och odjuret
- 2019–2021 – The Morning Show (TV-serie)
- 2021 – Loki (TV-serie)
- 2022 – Surface (TV-serie)
- 2025 – The Woman in Cabin 10
- 2025 – Fuze